# Northvolt
La Northvolt AB è una società di capitali (aktiebolag) svedese attiva nel campo dello sviluppo e produzione di accumulatori agli ioni di litio per veicoli elettrici. Fondata nel 2015 da due ex dirigenti della Tesla, Inc., nota casa automobilistica statunitense specializzata nella produzione di auto elettriche e pannelli fotovoltaici, la Northvolt, talvolta enfaticamente definita come "azienda più importante d'Europa" al 2024 per la sua produzione giudicata particolarmente strategica per il Vecchio Continente, ha commissionato la costruzione del suo primo stabilimento produttivo con sede a Skellefteå, in Svezia, nel 2018, dopo avere già precedentemente annunciato di avere piani per la realizzazione di altre cinque unità produttive e di ricerca e sviluppo in Europa e in Nord America.

## Storia
Northvolt AB è stata fondata come SGF Energy nel 2015 dallo svedese Peter Carlsson, attuale amministratore delegato (CEO) della società, e dall'italiano Paolo Cerruti, attuale CEO di Northvolt North America, ex dipendenti di Tesla Inc. che, in quell'azienda, avevano collaborato alla realizzazione del progetto che portò poi alla creazione della Gigafactory 1, una fabbrica di batterie agli ioni di litio e di componenti per veicoli elettrici di proprietà della stessa Tesla, che iniziò la produzione nel 2016.
Avendo in mente l'idea di realizzare il prodotto più sostenibile al mondo in termini di KgCO2e/KWh e integrare verticalmente una grande parte della sintesi delle materie attive, la cui produzione richiede elevate quantità di energia, onde avere un vantaggio competitivo, i fondatori decisero di impiantare i propri stabilimenti là dove l'energia fosse al 100% idroelettrica, nonché una delle meno care al mondo, vale a dire in Svezia. Così, nel 2016 l'Agenzia svedese per l'energia (Energimyndigheten) ha concesso alla società un prestito di 19 milioni di corone svedesi per uno studio preliminare di una fabbrica di batterie al litio, e nel 2017, anno in cui l'azienda fu ribattezzata Northvolt, Vinnova, un'agenzia governativa svedese che gestisce i fondi da destinare alla ricerca e sviluppo, finanziò l'azienda con altre 10 milioni di corone. Dopo aver avviato trattative con alcuni comuni svedesi e finlandesi riguardo l'interesse di costoro al finanziamento del primo stabilimento Northvolt e alla cessione di una superficie di circa 50 ettari di terreno, il 19 ottobre 2017 la società comunicò di aver scelto di impiantare il primo stabilimento produttivo nei pressi del comune di Skellefteå, il quale investì 100 milioni di corone per espandere le infrastrutture attorno alla futura area industriale, e di realizzare il proprio centro di ricerca e sviluppo nei pressi di Västerås. La costruzione del principale stabilimento di produzione, poi noto come Northvolt Ett (ossia "Uno" in svedese), iniziò dunque nel giugno 2018 e nell'ottobre dello stesso anno l'azienda comunicò che un'altra più piccola unità produttiva, dedicata all'assemblaggio delle celle realizzate a Skellefteå, sarebbe stata realizzata a Danzica, in Polonia, in società con la statunitense South Bay Solutions.

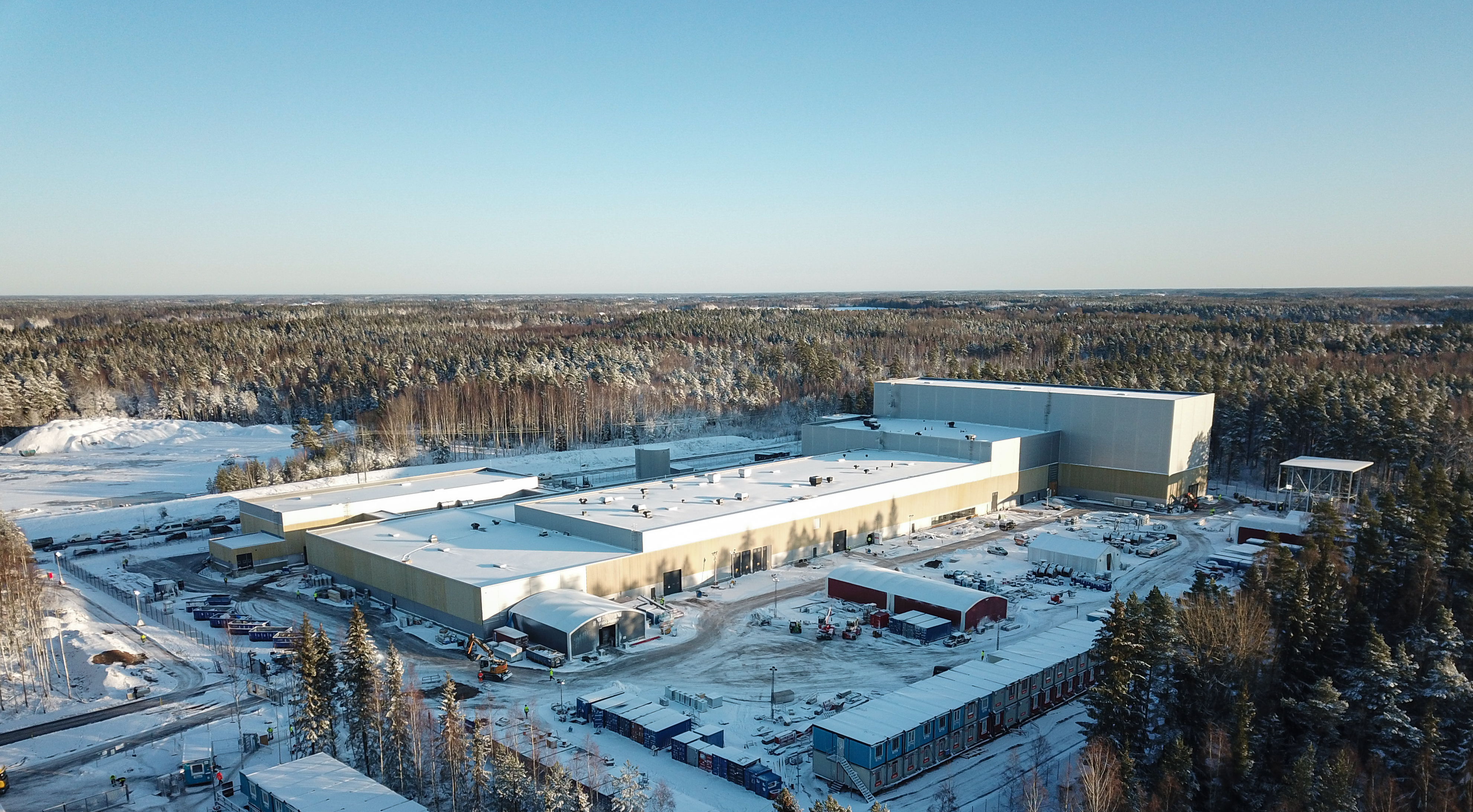
Lo stabilimento Northvolt Labs fotografato nel dicembre 2019.

Nel maggio 2019, la Banca europea per gli investimenti accordò alla società un prestito di 3,5 miliardi di corone svedesi (circa 350 milioni di euro) e, un mese dopo, importanti protagonisti del panorama automobilistico come il Gruppo Volkswagen e il Gruppo BMW, e finanziario, come Goldman Sachs e Folksam, annunciarono che avrebbero investito nella società, la quale raggiunse infine un totale di investimenti pari a circa 1 miliardo di dollari statunitensi, elargiti allo scopo di arginare e combattere la dominanza di gruppi non europei come Tesla, Toyota e Nissan, del mercato delle batterie per veicoli elettrici. Nel frattempo, l'azienda annunciò la realizzazione di diversi altri stabilimenti per la produzione di accumulatori agli ioni di litio, uno dei quali, realizzato in società con Volkswagen, che acquisì anche il 20% delle quote di Northvolt, avrebbe dovuto essere realizzato a Salzgitter, in Germania, salvo poi essere abbandonato nel 2021.

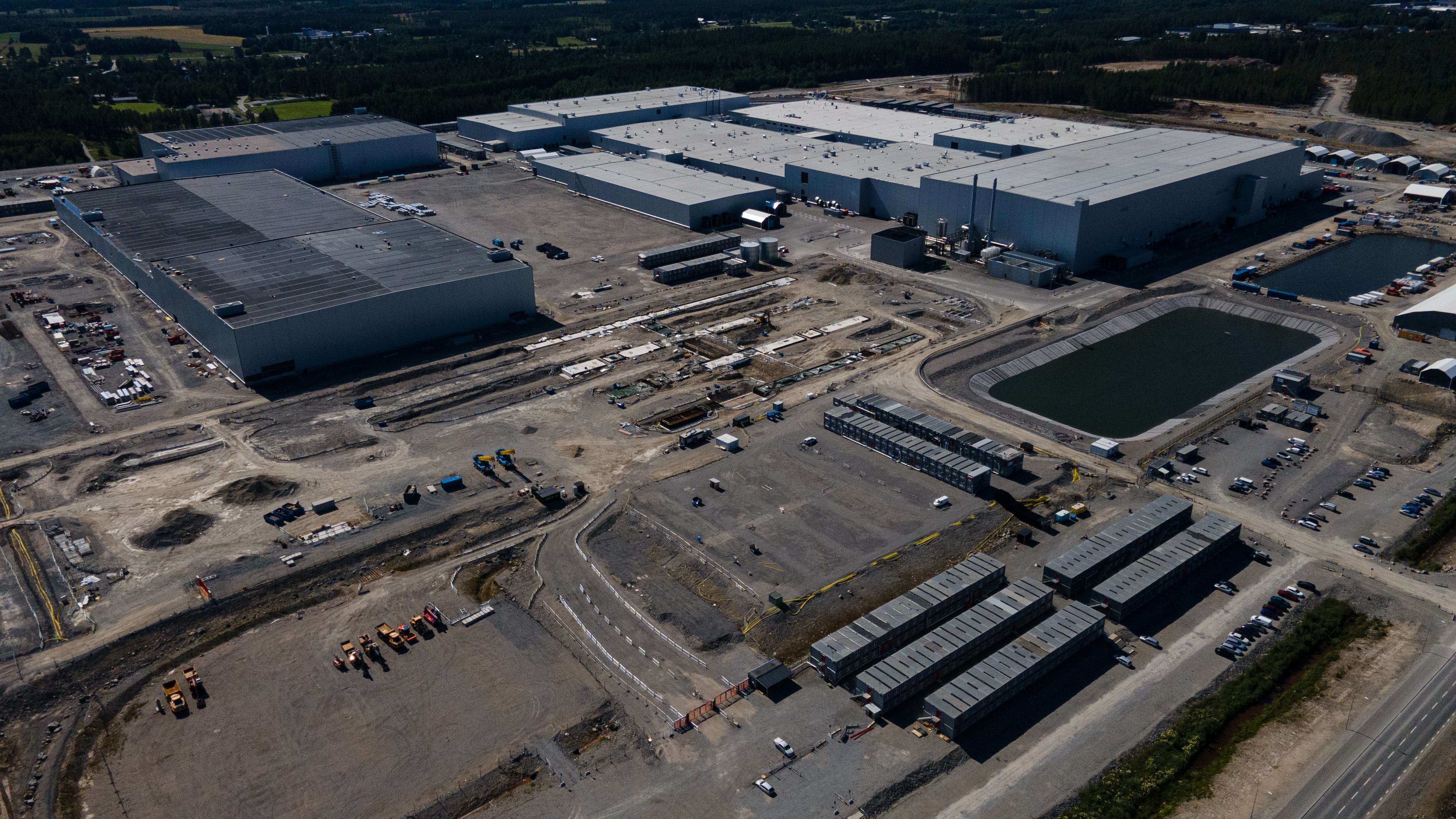
Lo stabilimento Northvolt Ett fotografato nel luglio 2023.

Nel dicembre 2021, fu finalmente realizzata la prima cella nello stabilimento di Skellefteå, e le prime consegne di accumulatori ai clienti furono effettuate nel 2022.
Negli anni, Northvolt si è rapidamente costruita una certa reputazione come azienda di riferimento dell'UE per le batterie al litio per veicoli elettrici, continuando a ricevere sovvenzioni e prestiti per la realizzazione di impianti in tutto il mondo, tra cui un prestito da 1,2 miliardi di dollari nell'ambito dei piani per l'apertura di uno stabilimento in Canada, già battezzato Northvolt Six, nell'agosto 2023, e a creare diverse altre joint venture, tra cui Idrovolt, dal 2023 il più grande impianto di riciclaggio di batterie agli ioni di litio in Europa, realizzato assieme alla norvegese Norsk Hydro; tuttavia, alla fine del 2023 la società ha visto le proprie perdite quadruplicare ed arrivare a circa 1,2 miliardi di dollari, cosicché, già a cominciare dal giugno 2024, Northvolt ha comunicato l'abbandono del progetto per la realizzazione di Northvolt Fem, una fabbrica di catodi che avrebbe dovuto sorgere nella cittadina svedese di Borlänge, e, il 23 settembre successivo, ha annunciato che, a causa della crisi che ha travolto il mercato dei veicoli elettrici nell'estate del 2024, avrebbe attuato ampie riduzioni del personale, con un totale di 1 600 dipendenti, di cui 1 000 a Skellefteå, 400 a Västerås e 200 a Stoccolma, che avrebbero dovuto essere licenziati. In concomitanza a questo, Northvolt ha anche annunciato l'interruzione dell'espansione di Northvolt Ett, il cui traguardo era fissato nella produzione annuale di batterie per 60 GWh, e la sospensione del progetto Northvolt Labs a Västerås, comunicando comunque di essere in grado mantenere le piattaforme fondamentali per consentire lo sviluppo continuo del proprio prodotto.
Nel mese di novembre del 2024 l'azienda ha dichiarato bancarotta negli Stati Uniti.
Il 12 marzo 2025 fallisce definitivamente.